# Je t'aime, je t'aime
Je t'aime, je t'aime is een Franse dramafilm uit 1969 onder regie van Alain Resnais.

## Verhaal
Claude Ridder herstelt van een zelfmoordpoging. Hij wordt uitgekozen om mee te doen aan een tijdreisexperiment dat tot dusver alleen maar werd uitgetest op muizen. Door een technische fout beleeft Ridder zijn verleden opnieuw.

## Rolverdeling
| Acteur             | Personage                        |
| ------------------ | -------------------------------- |
| Claude Rich        | Claude Ridder                    |
| Olga Georges-Picot | Catrine                          |
| Anouk Ferjac       | Wiana Lust                       |
| Alain MacMoy       | Technicus die Ridder gaat zoeken |
| Vania Vilers       | Technicus-chauffeur              |
| Ray Verhaeghe      | Technicus met de muizen          |
| Van Doude          | Jan Rouffer                      |
| Yves Kerboul       | Technicus aan het schoolbord     |
| Dominique Rozan    | Dr. Haesserts                    |
| Annie Bertin       | Jonge vrouw met de trompet       |
| Jean Michaud       | Directeur                        |
| Claire Duhamel     | Jan Swolfs                       |
| Bernard Fresson    | Bernard Hannecart                |
| Sylvain Dhomme     | Man die Ridder te eten vraagt    |
| Irène Tunc         | Marcelle Hannecart               |